# Ludema
Ludema é um conceito empregado na ludologia para descrever um elemento fundamental de um jogo. O historiador e ludólogo David Parlett define ludema como um "elemento de jogo" que se diferencia dos componentes físicos utilizados para jogar. No xadrez, por exemplo, o movimento em "L" do cavalo é considerado um ludema, enquanto a peça física do cavalo é apenas um material ou instrumento de jogo.
Os ludemas podem ser entendidos tanto como manifestações semióticas das mecânicas de jogo quanto fatores essenciais para sua representação visual, contribuindo para a compreensão da jogabilidade em questão. 

## Origem
O termo foi originalmente cunhado pelo engenheiro e ludólogo francês Pierre Berloquin, que inicialmente o aplicou para melhor compreender elementos dos jogos de cartas e tabuleiro. O escritor Alain Borvo, um dos primeiros a utilizar o termo, definiu ludema como uma "regra de tipo"; assim como são as práticas de formar vazas num jogo de cartas ou capturas peças em jogos de tabuleiro.

## No Brasil
Na academia brasileira, os ludemas foram associados a representação da menor unidade de ação em um jogo, funcionando como uma ponte entre as informações dos sistemas ludo-narrativos e as ações do jogador dentro do ambiente. Em 2012, estudiosos contribuíram adicionalmente ao conceito, redefinindo o ludema como a resposta do jogador ao reconhecer um desafio específico dentro das regras do jogo, sendo a unidade mínima que conecta a ação do jogador ao sistema de regras respectivo; além disso,  promoveram também a exploração das diferenciações entre os sistemas de regras presentes em jogos e as suas conduções narrativas, contribuindo para definições também avaliadas por ludólogos da Universidade Cornell.